# Petzkofen
Petzkofen ist ein Gemeindeteil der Gemeinde Aufhausen im Oberpfälzer Landkreis Regensburg.

## Geschichte
Das Dorf Petzkofen mit der Einöde Neumühle wurde 1818 im Zuge der Verwaltungsreformen in Bayern eine selbstständige politische Gemeinde. Im Zuge der Gebietsreform in Bayern wurden am 1. April 1971 die Gemeinden Triftlfing (bis 1870 Hellkofen), Irnkofen und Petzkofen nach Aufhausen eingegliedert.